# Хрома Ольга Аркадіївна
Хрома Ольга Аркадіївна (*нар.. 7 лютого 1992 року в Києві, Україна) — українська фігуристка, що виступала в жіночому одиночному катанні.

## Кар'єра
Почала кататися у 1997 році.
Із 2004 року кандидат у майстри спорту (КМС), з 2007 — майстер спорту (МС). 
Член збірної команди України з фігурного катання на ковзанах. 
У 2001 році вперше стала чемпіонкою України серед юнаків, 2006 року - серед юніорів. Багаторазова учасниця, переможниця та призер українських змагань, а також міжнародних змагань (напр. Grand Prize SNP 2007 — перше місто серед юніорів). Учасниця етапів Гран-Прі.
Солістка Українського театру на льоду (директор і художній керівник Дмитро Дмитренко).

## Освіта
2009—2013 рр. — навчання у національному педагогічному університеті імені М. П. Драгоманова (тренер з фігурного катання)

## Професійна діяльність
2011—2012 рр. — тренер з фігурного катання (школа фігурного катання Аркадія);
2012—2013 рр. — тренер з фігурного катання.

## Спортивні досягнення
| Змагання                                           | 1998 | 1999 | 2000 | 2001 | 2002 | 2003 | 2004 | 2005 | 2006 | 2007 | 2008 |
| -------------------------------------------------- | ---- | ---- | ---- | ---- | ---- | ---- | ---- | ---- | ---- | ---- | ---- |
| Відкрита першість спортивного товариства "Україна" | 1    | 1    |      |      |      | 1    | 1    |      |      |      |      |
| Відкрите змагання на кубок м. Киева                |      |      | 1    | 3    |      |      | 3    |      |      | 2    |      |
| Відкритий чемпіонат м. Києва                       |      |      | 2    | 1    | 2    | 1    |      |      | 1    |      |      |
| Чемпіонат України юнацький                         |      |      |      | 1    |      | 1    | 1    |      |      |      |      |
| Чемпіонат України серед юніорів                    |      |      |      |      |      |      |      | 3    | 1    |      |      |
| Відкриті III зимові молодіжні ігри м. Києва        |      |      |      |      |      | 1    |      |      |      |      |      |
| Кубок України з фігурного катання                  |      |      |      |      |      |      |      | 1    |      | 3    | 1    |
| Міжнародні змагання в Словаччині                   |      |      |      |      |      |      |      |      |      | 1    |      |
| Міжнародні змагання в Хорватії                     |      |      |      |      | 2    |      |      |      |      |      |      |
| Міжнародні змагання в Румунії                      |      |      |      |      |      |      |      | 1    |      |      |      |
| Етапи Гран-прі серед юніорів, Канада               |      |      |      |      |      |      |      | 11   |      |      |      |
| Етапи Гран-прі серед юніорів, Андорра              |      |      |      |      |      |      |      | 12   |      |      |      |
| Етапи Гран-прі серед юніорів, Угорщина             |      |      |      |      |      |      |      |      |      | 9    |      |